# Theodor Scherer (Offizier)

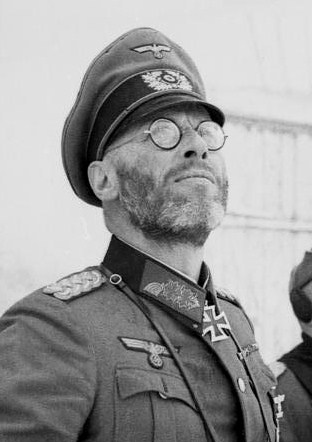
Theodor Scherer (Februar/März 1942)

Theodor Scherer (* 17. September 1889 in Höchstädt an der Donau; † 17. Mai 1951 in Ludwigsburg) war ein deutscher Generalleutnant im Zweiten Weltkrieg.

## Leben
Theodor Scherer begann seine militärische Karriere am 14. Juli 1908 als Fahnenjunker im 12. Infanterie-Regiment „Prinz Arnulf“ der Bayerischen Armee. 1910 besuchte er die Kriegsschule und wurde im Anschluss am 23. Oktober 1910 zum Leutnant befördert. Er diente im Ersten Weltkrieg an der Westfront und geriet dort 1916 in britische Kriegsgefangenschaft. Später wurde er in den Niederlanden interniert. Ende 1918, nach dem Waffenstillstand von Compiègne, wurde er aus der Internierung entlassen und kam zurück nach Deutschland.
Nach dem Krieg schied er am 30. August 1920 im Zuge der Bedingungen des Versailler Vertrages und der daraus resultierenden Heeresverringerung aus dem Militär aus und trat in den Polizeidienst der bayerischen Landespolizei ein. Am 1. April 1935 wurde er Oberstleutnant der Polizei.
Im gleichen Jahr im November wurde er in die Wehrmacht als Oberstleutnant, also mit demselben Rang wie bei der Polizei, übernommen. Er kam später als Bataillonskommandeur zum Infanterie-Regiments 56 (Ulm). Am 1. Januar 1937 erfolgte in dieser Position die Beförderung zum Oberst. Anschließend wurde er ab April 1938 Kommandeur des Infanterie-Regiments 56 bei der 5. Infanterie-Division und blieb dies auch über den Beginn des Zweiten Weltkriegs hinaus. Vom 13. Juni 1940 bis 15. September 1940 war er Kommandant des Infanterie-Regiments 507. Im gleichen Jahr nahm er mit dem Regiment am Westfeldzug teil. Anschließend kam Scherer in die Führerreserve. Im November 1940 erfolgte seine Beförderung zum Generalmajor. Vom 4. März 1941 bis 25. September 1941 war er als Nachfolger des verstorbenen Obersts Kurt Schmelzer Kommandant des Hauptquartiers im OKH (Zossen).
Am 1. Oktober 1941 wurde er als Nachfolger von Generalleutnant Friedrich Bayer zum Kommandeur der 281. Sicherungs-Division ernannt. Die Sicherungsdivision operierte hinter der eigenen Front, um Angriffe von Partisanen oder verstreuten Einheiten der Roten Armee zu verhindern. Dementsprechend war die Division zum Einsatzzweck passend eher schlecht ausgerüstet. Von Ostern 1941 bis Ende 1941 werden nach eigenen Angaben u. a. über 300 Partisanen erschossen und 23 Dörfer abgebrannt.

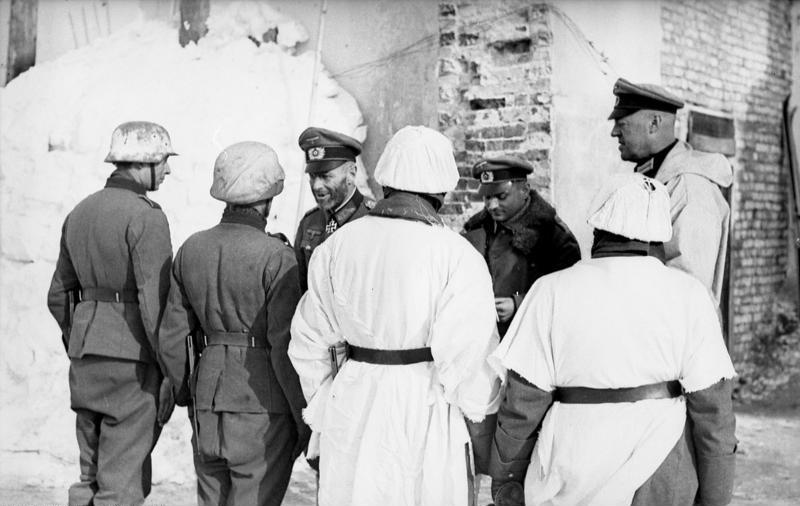
Theodor Scherer zeichnet Soldaten im Kessel von Cholm aus, Russland, Februar/März 1942

Ab Januar 1942 führte Scherer in der Schlacht um Cholm als Kommandant der Festung Cholm die Kämpfe gegen die von sowjetischen Einheiten eingeschlossenen deutschen Kessel. Zu dieser Zeit waren drei Kompanien seiner Division, mehrere Polizeikompanien und weitere Einheiten in der Summe von knapp 3.500 Mann in Cholm versammelt. Später kamen weitere Einheiten der Wehrmacht in den Kessel, sodass sich die Zahl der Soldaten etwa verdoppelte. Diese Einheiten wurden auch Kampfgruppe Scherer genannt. Am 19. Januar 1942 wurden starke Partisanenangriffe gegen Cholm im Kriegstagebuch des OKH notiert. Von da an verstärkten sich die russischen Angriffe auf die Stadt, wurden von mehreren Seiten und unter ständigem Artilleriefeuer geführt. Ende des Monats enden im Kriegstagebuch die konkreten Berichte mit Bezug zu Cholm. Am 14. Februar heißt es dort nur noch: „Auch Lage in Cholm sehr angespannt“. Eine Einschließung wird nicht beschrieben. Mitte Februar 1942 stand die Stadt kurz vor der Eroberung durch die Rote Armee und Scherer hielt die „Zuführung von Infanteristen“ für notwendig und gab an, dass Artillerie und schwere Waffen vorhanden wären. Ein verlustreicher Kampf begann, welcher am Ende alleine in diesem Teil der Schlacht etwa 500 Soldaten verwundete oder das Leben kostete. Am 13. März 1942 erklärte Adolf Hitler, dass die Kampfgruppe Scherer unter allen Umständen zu entsetzen sei und befahl einen Tag später die Verstärkung der Kampfgruppe durch ein Fallschirm-Bataillon. Die Heeresgruppe Nord konnte lediglich das III. Bataillon des Luftwaffen-Feld-Regiments 1 einfliegen. Am 28. April 1942 wurde die geplante Entsetzung Cholms zurückgestellt und Anfang Mai wieder aufgenommen. Am 5. Mai 1942 konnte ein deutscher Stoßtrupp (Gruppe Lang oder 1. Infanterie-Stoßtrupp) Kontakt zur Kampfgruppe Scherer herstellen und bis 9. Mai 1942 wurden fast 1.000 Verwundete aus Cholm ausgeflogen. Im Juni 1942 übergab Scherer das Kommando über die 281. Infanterie-Division an Generalmajor Wilhelm-Hunold von Stockhausen. Anschließend ging er bis September 1942 in einen längeren Heimaturlaub.

Für seine erfolgreiche Verteidigung Cholms erhielt er bereits am 20. Februar 1942 das Ritterkreuz des Eisernen Kreuzes. Erst vier Wochen später kam es zur Bekanntgabe der Auszeichnung:
Generalmajor Theodor Scherer hat Ende Januar mit verhältnismäßig geringen Kräften eine größere Ortschaft gegen dauernde schwere Angriffe der Sowjets verteidigt. Obwohl er verwundet wurde, leitete er mit ungeschwächter Energie unter Einsatz seiner ganzen Persönlichkeit Wochen hindurch die erfolgreiche Abwehr, die durch das Binden starker Feindkräfte für die Gesamtführung von ausschlaggebender Bedeutung war.
Noch später erfolgte die Mitteilung der eigentlichen Einkesselung und späteren Entsetzung Cholms. Erst am 6. Mai 1942 teilte der Wehrmachtbericht mit, dass die Kampfgruppe Scherer mehr als drei Monate lang eingekesselt gewesen war:
Am nördlichen Abschnitt der Ostfront stellten deutsche Truppen in kühnem, planmäßig vorbereiteten Angriff die Verbindung zu einem vom Feinde eingeschlossenen wichtigen Stützpunkt wieder her. Die unter dem Kommando des Generalmajors Scherer stehende Besatzung dieses Stützpunktes hat seit dem 21. Januar 1942 in hartem Abwehrkampf zahlreichen Angriffen überlegener feindlicher Kräfte mit hervorragender Tapferkeit standgehalten.
In der Folge wurde durch Adolf Hitler das Cholmschild für die deutschen Überlebenden des Kessels gestiftet, welches propagandistisch verwendet wurde und hierfür zusätzlich mit einem Bildband eines Kriegsberichterstatters über die „Heldentaten“ der Kampfgruppe Scherer verbunden wurde. Angeblich soll Scherer bereits bei seinem ersten Besuch im Führerhauptquartier Hitler einen Entwurf vorgelegt haben. Hitler soll daraufhin gesagt haben (Zitat): Hm, da kann ich ja nichts mehr daran ändern. Woraufhin Scherer schlagfertig erwiderte: Nur noch genehmigen, mein Führer!
Im weiteren Verlauf des Krieges kommandierte Scherer ab dem 5. September 1942 die 34. Infanterie-Division und wurde am 1. November 1942 zum Generalleutnant befördert. Vom 2. November 1942 bis zum 1. März 1944 die 83. Infanterie-Division an der Ostfront, erst im Zentrum und später im nördlichen Bereich der Front. Gerade im Jahr 1943 erlebte die Division unter seiner Führung erhebliche Verluste und musste mehrfach umorganisiert werden. Sein Nachfolger wurde Oberst Wilhelm Heun.
Am 15. April 1944 wurde Scherer zum Inspekteur des Küstenschutzes der Militärverwaltung für das Reichskommissariat Ostland ernannt. Mitte August 1944 wurde er in die Führerreserve versetzt.
Mitte April 1945 wurde Scherer vom AOK der 4. Panzerarmee mit einem kleinen Stab zur Verteidigung der neuen Frontlinie an der Schwarzen Elster entsandt, welche im Befehlsbereich des XXXXVIII. Panzerkorps unter General der Panzertruppe Maximilian von Edelsheim stand. Vom Panzerkorps wurde Scherer die gesamte Feldgendarmerie unterstellt. Scherer war verantwortlich für den nördlichen Bereich der Elbe mit Gefechtsstand in Bad Liebenwerda. Bis Kriegsende führten die ihm unterstellten Feldgendarmen zahlreiche Standgerichte durch. Nach Kriegsende ging er in Kriegsgefangenschaft.
Scherer verunglückte 1951 bei einem Autounfall in der Nähe von Ludwigsburg tödlich.

## Auszeichnungen
- Eisernes Kreuz (1914) II. und I. Klasse
- Ritterkreuz des Eisernen Kreuzes mit Eichenlaub[20]
  - Ritterkreuz am 20. Februar 1942
  - Eichenlaub am 5. Mai 1942 (92. Verleihung)
- Cholmschild